# Vladimír Sirůček
Vladimír Sirůček (* 12. Mai 1929 in Manětín) ist ein tschechischer Fotograf und Grafiker.

## Leben und Werk
Sirůček wurde im deutschsprachigen Raum hauptsächlich durch seine Fotografien in dem in dreifacher Auflage erschienenen Werk Spejbl-und-Hurvínek-Texte des Puppenspieles Miloš Kirschner im Henschelverlag Kunst und Gesellschaft in Berlin bekannt, die in den Jahren zwischen 1974 und 1978 in der DDR erschienen sind. In der Tschechoslowakei wurden mehrere Bücher mit seinen künstlerischen Fotografien publiziert. Dazu zählen beispielsweise das Buch Vladimír Sirůček: Fotografie oder mehrere Bücher über Mělník, darunter 100 let zahradnické školy v Mělníku (1885–1985).